# Ante Urlić
Ante Urlić (Drašnice, općina Podgora, 27. ožujka 1956.), hrvatski viceadmiral u mirovini, bivši zamjenik načelnika Glavnog stožera OS RH za planove i resurse te bivši zapovjednik Hrvatske ratne mornarice.
Završio je Mornaričku vojnu akademiju u Splitu 1977. godine. U Oružanim snagama Republike Hrvatske obnašao je dužnosti:
- zapovjednika obrane općine Makarska
- zapovjednika 156. brigade HV
- zamjenika zapovjednika Pomorskog zapovjedništva za srednji Jadran
- zapovjednika Pomorskog zapovjedništva za južni Jadran
- zapovjednika Vojno pomorskog sektora južni Jadran - Ploče
- zapovjednika mornaričkog ešalona na prvom mimohodu HV, 1995. g.
- zapovjednika Učilišta HRM "Petar Krešimir IV.", Split
- načelnik stožera Zapovjedništva HRM
- zamjenika načelnika Glavnog stožera OS RH

Godine 2007. Vrhovni zapovjednik Oružanih snaga Republike Hrvatske imenovao ga je zapovjednikom Hrvatske ratne mornarice. Na toj dužnosti ostao je do imenovanja na dužnost zamjenika načelnika Glavnog stožera OS RH za planove i resurse 1. studenoga 2012. godine. Dne 2. listopada 2014. predao je svoju dužnost zamjenika načelnika Glavnog stožera general bojniku Dragutinu Repincu.

## Činovi
- kapetan fregate - 10. ožujka 1992.[3]
- kapetan bojnog broda - 19. prosinca 1994.[3]
- komodor - 8. rujna 2005.[3]
- kontraadmiral - 25. lipnja 2008.[3]
- viceadmiral - 25. svibnja 2013.[4]

## Odlikovanja
- Red bana Jelačića
- Red hrvatskog trolista
- Red hrvatskog pletera
- Spomenica domovinskog rata
- Spomenica domovinske zahvalnosti za 5 godina
- Spomenica domovinske zahvalnosti za 10 godina